# COMAC (organización juvenil)
La COMAC es una organización juvenil de Bélgica, vinculada al comunista Partido del Trabajo de Bélgica (PTB). La COMAC cuenta con presencia activa en ocho universidades belgas, en centros de bachillerato y en institutos de educación secundaria. Las siglas COMAC son el acrónimo de "Comités de Acción Comunista".
COMAC es una organización con presencia en toda Bélgica, lo que implica que en ella confluyen jóvenes procedentes tanto de Flandes, como de Valonia y Bruselas. Pueden ser miembros de la COMAC todos los jóvenes de entre 14 y 30 años que deseen participar, y no es necesario que sean simultáneamente miembros del PTB.

## Orígenes
La COMAC se funda en 2001 como resultado de la unificación entre el Movimiento Marxista-Leninista (MML), de ámbito universitario, y la Juventud Rebelde Roja, con presencia exclusiva en institutos.